# EO (Film)
EO, auch EO das Eselchen (Arbeitstitel: Baltazar) ist ein Spielfilm von Jerzy Skolimowski aus dem Jahr 2022. Das Roadmovie ist eine Neuinterpretation von Robert Bressons Film Zum Beispiel Balthasar (1966). Es stellt einen titelgebenden Esel in den Mittelpunkt, der von Besitzer zu Besitzer weitergereicht wird und dabei Freude und Schmerz vonseiten der Menschen erfährt.
Die polnisch-italienische Koproduktion wurde am 19. Mai 2022 im Wettbewerb des Filmfestivals von Cannes uraufgeführt. Der Kinostart in Deutschland war am 22. Dezember 2022.

## Handlung
Der Film spielt in der Gegenwart und begleitet einen Esel von bescheidener Statur namens „EO“. Auf seinem Lebensweg begegnen dem Tier gute und böse Menschen, Freude und Schmerz. Von einem polnischen Zirkus gelangt „EO“ in einen Pferdestall. Von dort aus wird das Tier an einen Eselsstall, eine Kleinstadt-Bar und eine Fuchsfarm weitergereicht. Schließlich wird der Esel über die Alpen zu einem italienischen Palast transportiert.
„EO“ scheint seine Abenteuer mit Stoizismus über sich ergehen zu lassen. Tatsächlich ist der Verstand des Tieres von Emotionen gefangen. In seinen Träumen kehrt der Esel zum nettesten Menschen zurück, den das Tier im Zirkus getroffen hat: der schönen Kasandra. „EOs“ Leben endet schließlich in einem italienischen Schlachthof.

## Hintergrund
EO ist der 18. Spielfilm des polnischen Filmemachers Jerzy Skolimowski, für den er gemeinsam mit Ewa Piaskowska auch das Drehbuch verfasste. Beide hatten schon an seinen vorangegangenen Werken Essential Killing (2010) und Vier Nächte mit Anna (2008) zusammengearbeitet. Es handelt sich bei Skolimowskis Film um eine Neuinterpretation von Robert Bressons Werk Zum Beispiel Balthasar aus dem Jahr 1966. Es sei laut dem polnischen Regisseur der einzige Film, der „ihn wirklich bewegt“ habe. Für den Namen des Titelhelden soll die Figur des pessimistischen „I-Aah“ bzw. „Eeyore“ aus A. A. Milnes Kinderbuch Pu der Bär Pate gestanden haben. Für die Hauptrollen wurden u. a. Sandra Drzymalska als Kasandra, Mateusz Kościukiewicz, Lorenzo Zurzolo, Isabelle Huppert als Gräfin verpflichtet. Für die Produktion zeichnen Skolimowski und Koautorin Piaskowska gemeinsam mit Eileen Tasca jeweils für die polnische Skopia Film und die italienische Gesellschaft Alien Films verantwortlich. Als Executive Producer konnte Jeremy Thomas gewonnen werden, der u. a. 1978 Skolimowskis Horrorfilm Der Todesschrei sowie Essential Killing produziert hat. Um die weltweiten Verwertungsrechte für EO kümmert sich Thomas’ Unternehmen HanWay Films.

## Rezeption
Nach der Premiere sahen in einem rein französischen Kritikenspiegel der Website Le film français drei der 15 Kritiker EO als Palmen-Favoriten an. Im internationalen Kritikenspiegel der britischen Fachzeitschrift Screen International erhielt der Film 2,7 von 4 möglichen Sternen und belegte unter allen 21 Wettbewerbsbeiträgen einen geteilten dritten Platz hinter Die Frau im Nebel (3,2) und Armageddon Time (2,8).

## Auszeichnungen
EO wurde in der Filmpreissaison 2022/23 bisher für mehr als 60 internationale Film- bzw. Festivalpreise nominiert, von denen das Werk mehr als ein halbes Dutzend gewinnen konnte. Honoriert wurde Skolimowskis Regiearbeit unter anderem mit dem Preis der Jury des Filmfestivals von Cannes, dem Europäischen Filmpreis für die beste Filmmusik sowie von den amerikanischen Filmkritikervereinigungen von New York und Los Angeles. Als offizieller Kandidat Polens erhielt EO eine Nominierung für den besten internationalen Film bei der Oscarverleihung 2023.
| Filmpreis/-festival (Auswahl)                          | Kategorie                                        | Resultat  | Preisträger/ Nominierte           |
| ------------------------------------------------------ | ------------------------------------------------ | --------- | --------------------------------- |
| Arab Critic’s Awards 2022                              | Bester europäischer Film                         | Gewonnen  | Jerzy Skolimowski                 |
| Filmfestival von Cannes 2022                           | Goldene Palme – Bester Film                      | Nominiert | Jerzy Skolimowski                 |
| Filmfestival von Cannes 2022                           | Preis der Jury                                   | Gewonnen  | Jerzy Skolimowski                 |
| Filmfestival von Cannes 2022                           | Bester Filmkomponist                             | Gewonnen  | Paweł Mykietyn                    |
| César 2023                                             | Bester ausländischer Film                        | Nominiert | k. A.                             |
| Dallas-Fort Worth Film Critics Association Awards 2022 | Russell Smith Award                              | Gewonnen  | k. A.                             |
| Denver International Film Festival 2022                | Krzysztof Kieslowski Award – Bester Spielfilm    | Gewonnen  | Jerzy Skolimowski                 |
| Europäischer Filmpreis 2022                            | Beste Regie                                      | Nominiert | Jerzy Skolimowski                 |
| Europäischer Filmpreis 2022                            | Beste Filmmusik                                  | Gewonnen  | Paweł Mykietyn                    |
| Europäischer Filmpreis 2022                            | European University Film Award                   | Gewonnen  | Jerzy Skolimowski                 |
| Golden Reel Awards 2023                                | Bester Tonschnitt – Fremdsprachiger Film         | Nominiert | Radoslaw Ochnio                   |
| Hamptons International Film Festival 2022              | Zelda Penzel Giving Voice to the Voiceless Award | Gewonnen  | Jerzy Skolimowski                 |
| Hollywood Music In Media Awards 2022                   | Beste Filmmusik – Independentfilm                | Nominiert | Paweł Mykietyn                    |
| Las Vegas Film Critics Society Awards 2022             | Bester fremdsprachiger Film                      | Nominiert | k. A.                             |
| London Critics’ Circle Film Awards 2023                | Bester fremdsprachiger Film                      | Nominiert | k. A.                             |
| Los Angeles Film Critics Association Awards 2022       | Bester fremdsprachiger Film                      | Gewonnen  | k. A.                             |
| Los Angeles Film Critics Association Awards 2022       | Beste Kamera                                     | Gewonnen  | Michal Dymek                      |
| Los Angeles Film Critics Association Awards 2022       | Beste Filmmusik                                  | Nominiert | Paweł Mykietyn                    |
| National Board of Review Awards 2022                   | Top 5 – internationaler Film                     | Gewonnen  | k. A.                             |
| National Society of Film Critics Awards 2023           | Beste Kamera                                     | Gewonnen  | Michal Dymek                      |
| New York Film Critics Circle Awards 2022               | Bester internationaler Film                      | Gewonnen  | k. A.                             |
| New York Film Critics Online Awards 2022               | Bester fremdsprachiger Film                      | Gewonnen  | k. A.                             |
| Online Film Critics Society Awards 2023                | Bester Film                                      | Nominiert | k. A.                             |
| Online Film Critics Society Awards 2023                | Bester fremdsprachiger Film                      | Nominiert | k. A.                             |
| Oscarverleihung 2023                                   | Bester internationaler Film                      | Nominiert | k. A.                             |
| Polnisches Filmfestival Gdynia 2022                    | Goldener Löwe – Bester Film                      | Nominiert | Jerzy Skolimowski, Ewa Piaskowska |
| Filmfestival von Valladolid 2022                       | Premio Ribera de Duero – Beste Regie             | Gewonnen  | Jerzy Skolimowski                 |